# Prenestino-Labicano

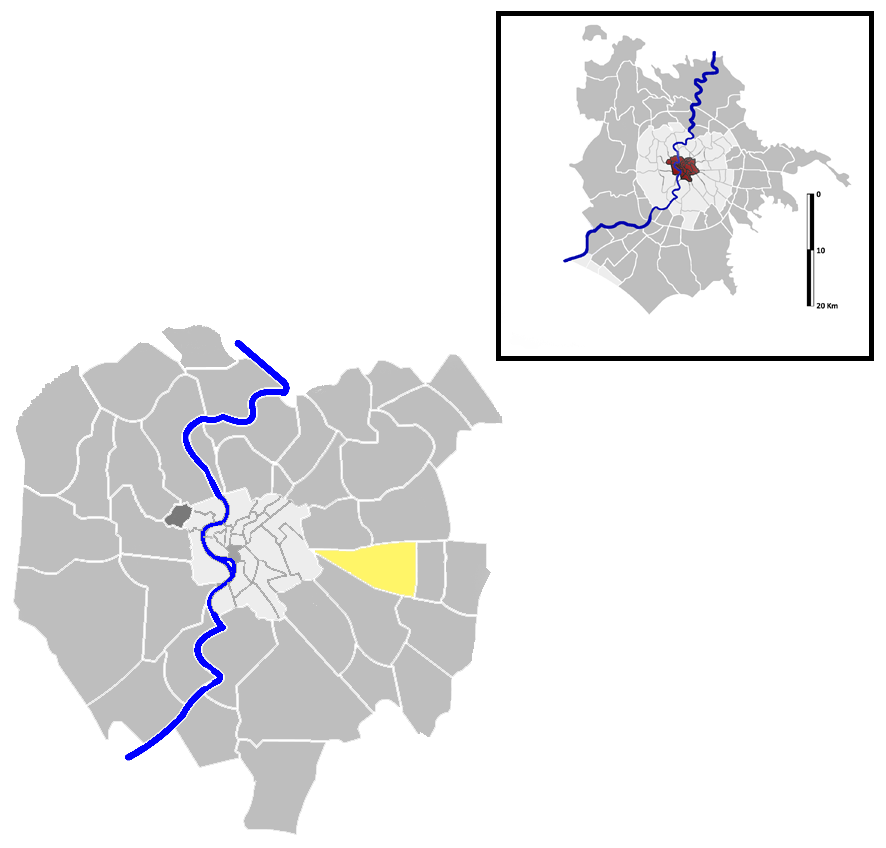
Localisation de Prenestino-Labicano sur la carte administrative de Rome.

Prenestino-Labicano est un quartiere (quartier) situé au nord-est de Rome en Italie prenant son nom de la via Praenaestina et de la via Labicana qui le traversent. Il est désigné dans la nomenclature administrative par Q.VII et fait partie du Municipio V et VII. Sa population est de 74 393 habitants répartis sur une superficie de 4,708 9 km2.

## Historique
Prenestino-Labicano fait partie des 15 premiers quartiers créés à Rome en 1911 et officiellement reconnu en 1921.

## Lieux particuliers
- La via Prenestina et la via Labicana
- Villa Gordiani et la Villa De Sanctis
- Porta Maggiore et le Tombeau d'Eurysacès
- Mausolée d'Hélène
- Catacombes de Saint Marcellin et Saint Pierre
- Basilique souterraine de la porte Majeure
- Église Santi Marcellino e Pietro ad Duas Lauros
- Église Sant'Elena
- Église San Barnaba
- Église San Leone I
- Église Santissimo Sacramento a Tor de' Schiavi
- Église San Gerardo Maiella